# 퀵 재팬
퀵 재팬(일본어: クイック・ジャパン, QJ)은 오오타출판에서 발행하는 서브컬처 격월간 잡지다.
1993년 초대 편집장 아카타 유이치가 아스카신서를 퇴사한 후 창간준비호를 자비출판했다. 이듬해인 1994년 오오타프로덕션 계열의 오오타출판에서 정식 창간되었다. 초기에는 다른 잡지가 다루지 않는 마이너한 소재 위주였으나, 현재는 코미디, TV프로그램, 음악, 영화 등 서브컬처 전반을 다루고 있다. 특집기사에서는 각종 분야에서 활약하는 인물의 장문 인터뷰와 아카이브, 사전, 연표 등 방대한 관련 데이터를 게재하는 것이 특징이다.